# 香花木姜子
香花木姜子（学名：Litsea panamanja）为樟科木姜子属下的一个种。